# Броня
Броня́ в военном деле — слой защитного материала, обладающий механическими характеристиками (такими как прочность, твёрдость или вязкость), достаточными для обеспечения защиты оснащённого им (бронированного) объекта от воздействия поражающих элементов (пуль, снарядов, осколков и т. д.).
На Руси бронёй называли воинский доспех, покрывающий туловище или всё тело воина, род кованой одежды из металлических пластинок, колец, сети (латы, панцирь, кольчуга, куяк и т. д.), который носили поверх одежды или под исподним; в свою очередь, бро́нником (латником, панцирником, кольчужником) называли воина в броне или оружейного мастера, делающего броню, а бро́нницей — мастерскую бронника или часть города, слободу или посёлок, где живут оружейники.

## История возникновения брони
Прототипами брони в древности были доспехи и щиты воинов. Главным их назначением была защита тела человека от воздействия на него оружия (стрел, копий, мечей и сабель). Главными материалами служили дерево, кожа, тонкие пластины металла, кость, рог. По мере прогресса вооружений (появление арбалетов и первого огнестрельного оружия) требования к толщине и прочности материалов доспехов и щитов резко возросли. С ростом числа военных конфликтов и интенсивности ведения боёв в прототипах брони начинают преобладать конструктивные элементы, изготовленные из железа и стали (конфликты с Востоком, крестовые походы, соответствующий культурно-технологический обмен), и снижается применение конструктивных элементов из дерева, кожи и рога. Вся совокупность прогресса в области военных технологий начинает превращаться в соревнование между оружием и защитой от него, рост числа и интенсивности конфликтов огрубляет и упрощает форму доспехов и щитов к наиболее эффективной конструкции и снижает её стоимость (уменьшение количества украшений на доспехах и щитах). В дальнейшем широкое использование железа и стали увеличивается на военно-транспортных средствах (повозки, корабли, лодки) и на наземных укреплённых сооружениях. Можно сказать, что создание брони резко ускорило прогресс в металлургии, термической и механической обработке металлов. В наши дни броня непрерывно совершенствуется и появляются её новые виды, но как и прежде она делится на несколько основных типов.

## Виды и типы бронирования
Типы бронирования по конструкции:
- цельная (к примеру, нагрудники, сделанные из цельного листа металла; такая броня является малоподвижной);
- подвижно-составная (броня, сделанная из скреплённых отдельных (для увеличения гибкости) элементов, например кольчатая);
- разнесённая броня;
- армированная броня;
- навесная броня.

Типы бронирования по применению:
- нательная броня — доспех, надеваемые на тело человека (например, зерцало, нагрудник и т. д.);
- транспортная — плиты из металла, сплавов металлов и композиционных материалов, пуленепробиваемые стёкла и динамическая защита для защиты экипажа и пассажиров;
- корабельная[5] — металл, сплавы металлов, композиционные материалы и динамическая защита для защиты подводной и надводной части судов;
- строительная — дерево, глина, бетон, металл, сплавы металлов, супербетон, песок, пенометалл и др. для защиты зданий, военных сооружений (например, дот, дзот, блиндаж и т. д.).

## Эволюция технологии брони
Развитие брони происходило поэтапно:
1. Сплетённые между собой ветки, кости, доски
2. Тканевая броня (к примеру, стёганка)
3. Кольчужное плетение
4. Чешуйчатая броня
5. Пластинчатая броня (стёганки, кольчуги и т. д., в которые вшиты небольшие металлические пластинки)
6. Цельнопластинчатая броня (доспех, состоящий из 1—4 больших пластин)
7. Броня на вооружении и военной технике (танки, самолёты и т. д.):
  - стальная катаная броня;
  - гомогенная броня;
  - многослойная броня;
  - динамическая защита.
    - Электрическая броня — это новая технология динамической защиты. Эта броня состоит из двух или более проводящих пластин, разделённых воздушным зазором или изолирующим материалом, создавая высокомощный конденсатор.

## Материалы для производства брони
Образцы танковой брони в экспозиции музея УЗТМ
Для производства брони используется широкий спектр конструкционных материалов, обладающих необходимыми механическими свойствами, главными из которых являются твёрдость и прочность, относительное удлинение, ударная вязкость, модуль упругости. В целом механические показатели материалов для изготовления брони должны находиться на высоком уровне. Материалы, применяемые для производства современной брони:
- высокопрочные качественные стали с высокими значениями вязкости и относительного удлинения (катанные и литые легированные стали);
- железо и низкоуглеродистые стали;
- вязкие металлы и сплавы такие как медь, алюминий, бронза (для противопульной);
- тканевые и пористые материалы (ткань, вата, пакля, войлок, шерсть и т. д.);
- деформируемые алюминиевые сплавы различных систем легирования;
- высокопрочные композиционные (слоистые) материалы с матрицей из алюминиевых или титановых сплавов;
- композиционные материалы, упрочнённые волокнами металлов и нитевидными кристаллами;
- взрывчатые вещества динамической защиты;
- пластики, наполненные ориентированными волокнами углерода, оксида алюминия, волокнами бора и другим;
- пластики, упрочнённые высокопрочными волокнами и с распределёнными полостями, наполненными водой или вязкими жидкостями («жидкая броня»);
- высокопрочные стройматериалы (супербетон, водонаполненный бетон, специальные пены для гашения взрывных волн и другого).

## Значение брони для защищаемых подвижных и неподвижных объектов
Броня имеет огромное значение для защиты объектов, техники, людей, в период ведения боевых действий (войн), учений (приближённых к боевым), испытаний новых видов вооружений. Применение брони повышает выживаемость войск и армии, резко увеличивает способность к ведению боёв и обороны, так как предохраняет людей и технику от гибели, ранения, выхода из строя. При этом броня утяжеляет её носителя, делая его менее подвижной целью. Способ разрешения этой проблемы — создание более прочных и вместе с тем более лёгких по весу конструкционных материалов для брони, что, в свою очередь, позволяет или уменьшить вес защиты, не ослабляя её прочность, или нарастить её прочность, не утяжеляя при этом конструкцию. По вполне естественным причинам оба способа решения проблемы комбинируются.
В случае с военной техникой, конструкторы проектируют военную технику с несущим броневым корпусом, то есть броня выполняет как несущие так и защитные функции, в частности, в самолётостроении первым самолётом с несущим корпусом из брони был штурмовик Ил-2.

## Средства поражения брони
Как правило, бронированные цели поражают в уязвимые места, к примеру, там, где броня тоньше или в стыки брони, но, чтобы как можно легче и быстрее уничтожить бронированные цели, люди изобретают специализированное вооружение, к примеру:
- оружие с маленькой точкой соприкосновения (клевцы, мечи, предназначенные для колющего удара)
- лёгкое переносное огнестрельное вооружение с увеличенной бронебойностью или мощностью (поражение доспехов на живой силе: нагрудников, шлемов и др.; например бронебойными пулями);
- лёгкое переносное ракетное вооружение (поражение брони летательных аппаратов, автомобилей, лёгких судов, танков);
- артиллерийское вооружение (поражение брони спецсредств: танки, БТР, вертолёты, огневые укреплённые точки, военные суда);
- торпедное вооружение (поражение надводной и подводной части плавательных средств, защищённых бронёй);
- авиационные бомбы (поражение крупной бронированной техники и бронированных оборонительных объектов: бункеров, дотов, блиндажей и др.);
- огнемёты, напалм (нагревание цели до высокой температуры).